# 張寬 (正統舉人)
張寬（15世紀—15世紀），字洪肅，福建泉州府晉江縣人，明朝政治人物。

## 生平
正統十二年（1447年），張寬舉丁卯科福建鄉試，授浙江富陽縣訓導，改山東茌平縣教諭，陞應天府教授，因母喪回鄉。服闕後，補任浙江台州府教授，四次講學都有醇誠名聲，國子監使者前來考核，他卻自行提出辭官。上級表彰建立「翀霄坊」紀念。

## 家族
曾孫張志選，嘉靖八年進士。

## 引用
1. 1 2  道光《晉江縣志·卷四十二·人物志·宦績之三》：張寬，字洪肅。正統丁卯舉人，授富陽訓導，遷茌平教諭，應天教授。丁內艱，起補台州教授。四擁皋比，以醇誠為名。博士台使者署上考。而宦情甚淡，自陳乞休。有司表其坊曰「翀霄」。